# TAM Airlines
TAM Airlines (порт. TAM Linhas Aéreas) (Шаблон:Bov, Шаблон:Bov / NYSE: TAM) — флагманська авіакомпанія Бразилії зі штаб-квартирою в місті Сан-Паулу, найбільший комерційний авіаперевізник Латинської Америки.
Авіакомпанія здійснює регулярні пасажирські перевезення по аеропортам Бразилії, міжнародні рейси в Європу, а також у Північну та Південну Америку. Акції «TAM S. A.» компанії торгуються на Фондовій біржі Сан-Паулу (BM&F Bovespa) і на Нью-Йоркській фондовій біржі.
Згідно зі звітом Національного агентства цивільної авіації Бразилії в 2009 році частка пасажирських перевезень TAM Airlines в країні склала 45,60 % на внутрішніх маршрутах і 86,47 % на міжнародних рейсах. З вересня 2010 року статистичні дані враховують обсяги пасажирських перевезень всього авіаційного холдингу «TAM Group», до складу якого входять авіакомпанії TAM Airlines і Pantanal Linhas Aéreas, а в листопаді 2010 року зазначені показники для внутрішніх і міжнародних авіаперевезень склали 42,66 % і 87,64 % відповідно.
13 серпня 2010 року TAM Airlines підписала з чилійської авіакомпанії LAN Airlines меморандум про створення спільного керуючого холдингу LATAM Airlines Group.
31 березня 2014 року авіакомпанія Бразилії TAM стала повноправним членом альянсу Oneworld.

## Історія

### TAM— Táxi Aéreo Marília
Незважаючи на те, що дві авіакомпанії «TAM — Táxi Aéreo Marília» і «TAM — Transportes Aéreos Regionais» належали одному холдингу TAM Group, обидва перевізника були незалежними компаніями, які працюють на окремих ринках пасажирських перевезень: перша була створена у 1961 році і надавала послуги аеротаксі, друга компанія була сформована в 1975 році і працювала на регіональних маршрутах між аеропортами всередині країни.

### TAM— Transportes Aéreos Regionais
11 листопада 1975 року урядовим розпорядженням була створена «Бразильська комплексна система регіональних авіаперевезень», в рамках якої на території країни умовно ділилася на п'ять частин, у кожній з яких утворювалися свої регіональні авіакомпанії, які отримували дозвіл на комерційні авіаперевезення за узгодженими маршрутами. У числі нових регіональних компаній виникла ТАМ Transportes Aéreos Regionais S/A, операційна діяльність якої почалася 12 липня 1976 року, а її маршрутна мережа поширювалася на частини Південно-східного та Центрально-західного регіонів Бразилії і, зокрема, на штат Мату-Гросу-ду-Сул, деякі області штату Мату-Гросу і велике місто Сан-Паулу. Також авіакомпанія отримала право на виконання регулярних рейсів в аеропорти «своїй території» з міст Бразиліа, Куяба, Ріо-де-Жанейро, Лондріна і Маринга.
TAM-Linhas Aéreas Regionais була створена як спільне підприємство приватною компанією TAM — Táxi Aéreo Marília і державної VASP. 13 жовтня 1999 року нова авіакомпанія отримала власний код ІАТА «KK». Спочатку перевізник виконував регулярні рейси на літаках Embraer EMB 110 Bandeirante, проте потім використовував державні субсидії для придбання більш містких лайнерів, оскільки зіткнувся з проблемою неможливості забезпечення поточного обсягу перевезень пасажирів допомогою невеликих літаків EMB-110.
У рамках програми з розширення власного флоту TAM вирішила придбати три старих лайнера Fokker F27, провівши їх капітальний ремонт на заводі Фоккера в Голландії. Для отримання дозволу на ввезення іноземних літаків в країну між авіакомпанією та урядом Бразилії було укладено угоду, за умовами якого TAM була зобов'язана на кожний придбаний Fokker F27 експлуатувати три одиниці EMB-110, а також знизити місткість пасажирських салонів F27 на п'ять місць, довівши їх до 40 пасажирських місць на кожен літак. У 1981 році парк компанії поповнився четвертим лайнером Fokker F27, який раніше належав новозеландської Air New Zealand. До 1983 році TAM експлуатувала 10 літаків Fokker F27. Обсяги пасажирських перевезень авіакомпанії росли відповідними темпами: у 1981 році було перевезено близько одного мільйона чоловік, а через три роки послугами компанії скористалися вже більше двох мільйонів пасажирів.

### «TAM» (ІКАО: KK), «TAM» (ІКАО: JJ) і зростання авіакомпанії

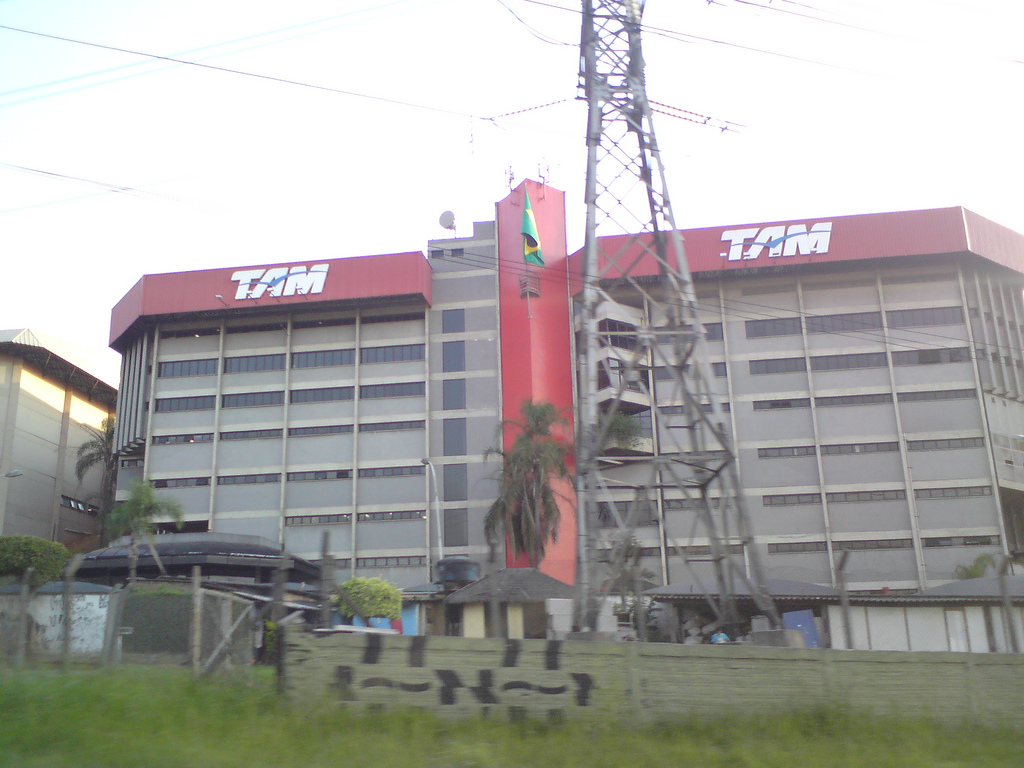
Штаб-квартира авіакомпанії TAM

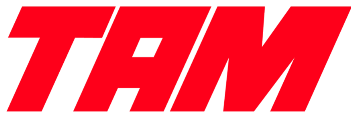
Колишній логотип авіакомпанії

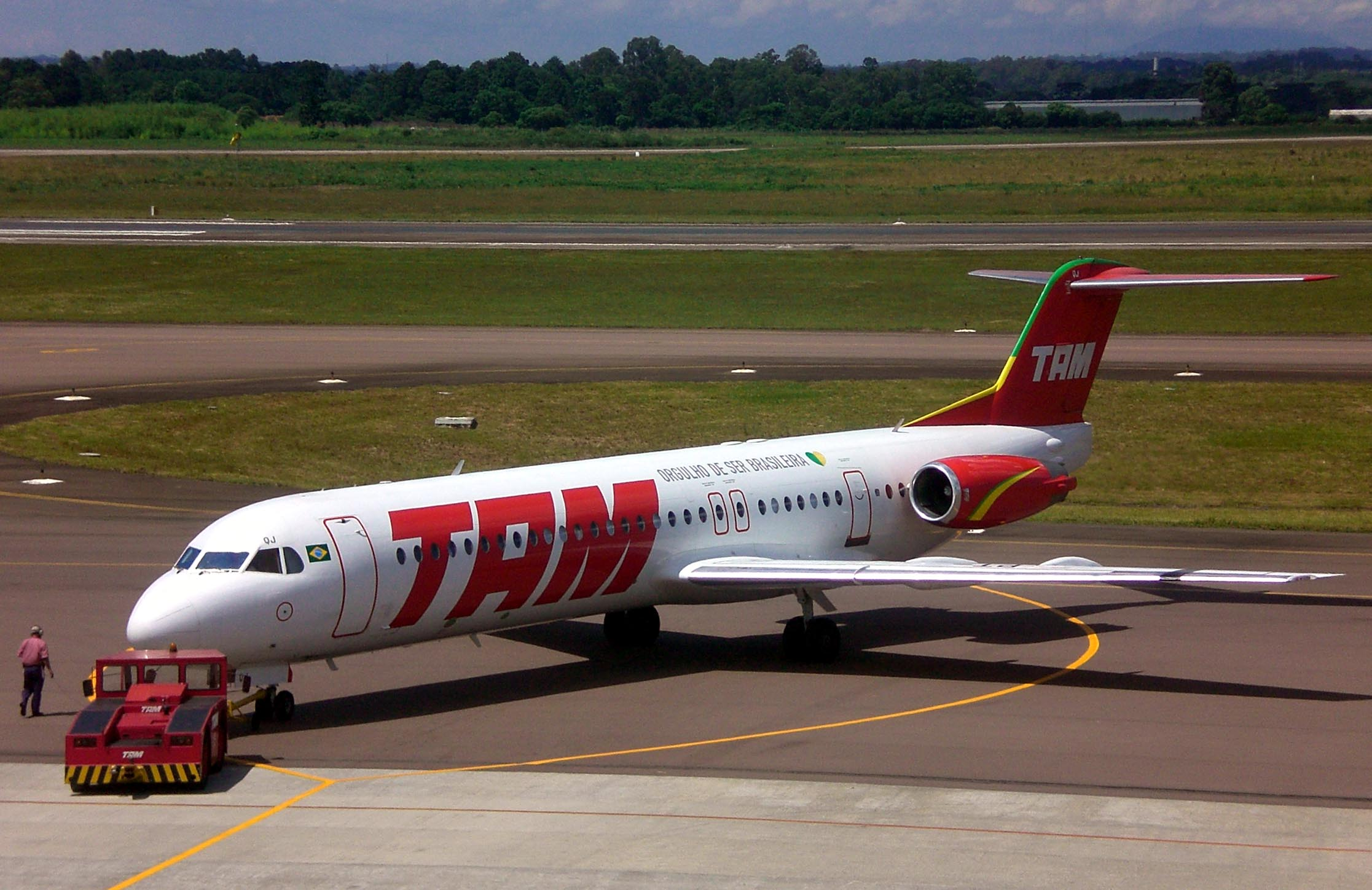
Fokker 100 TAM в аеропорту Сурітіба (колишній лівреї)

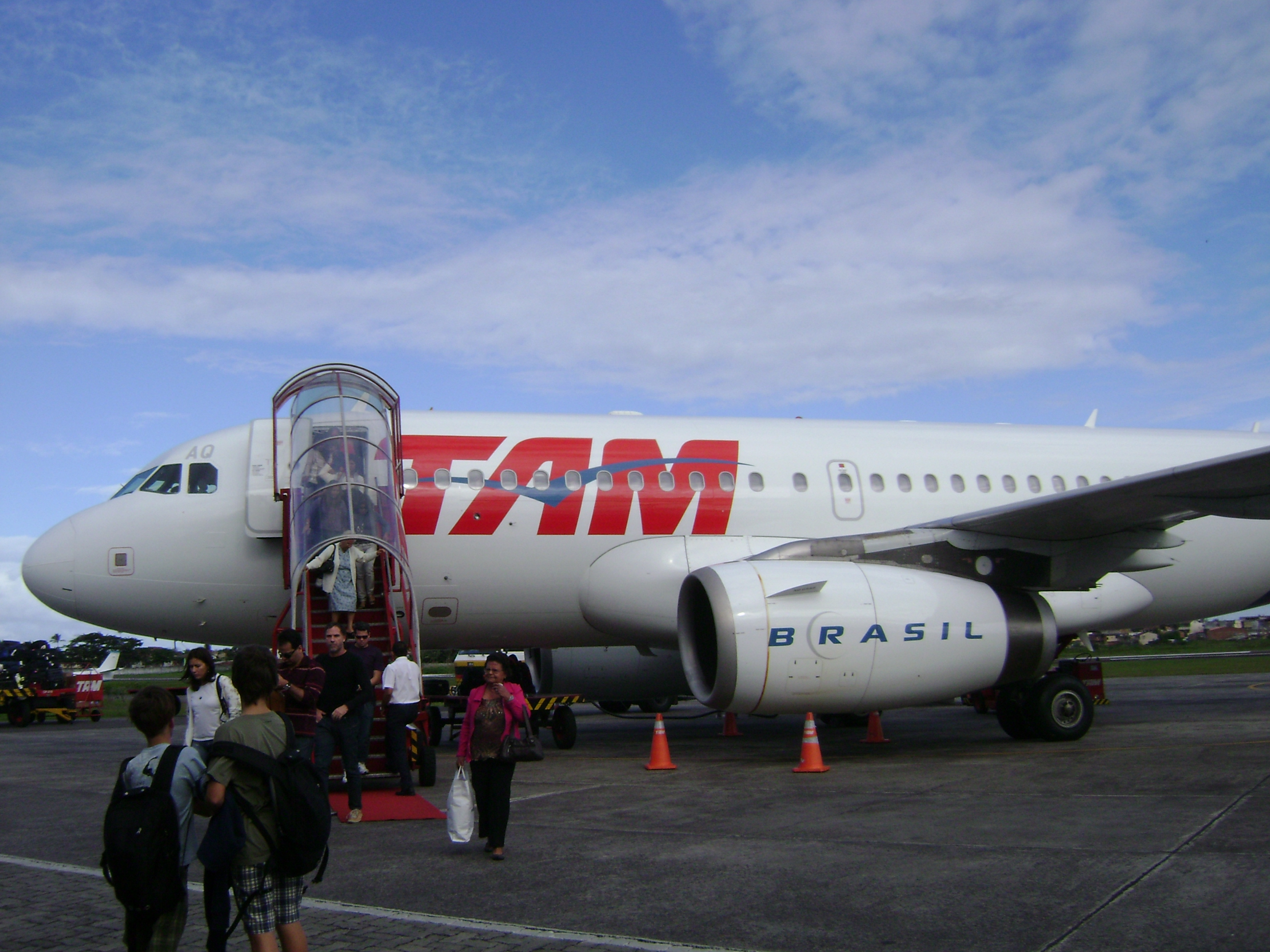
Airbus A319 авіакомпанії TAM

У серпні 1986 року авіакомпанія TAM-Linhas Aéreas Regionais розмістила власні акції на фондовій біржі й у тому ж році придбала іншу бразильську авіакомпанію VOTEC, яка працювала на ринку повітряних перевезень в північній і центральній частинах країни. Після приєднання VOTEC була перейменована в «Brasil Central Linhas Aéreas», при цьому дві партнерські авіакомпанії зберегли власні маршрутні мережі по різних регіонах Бразилії в відповідності з умовами урядового розпорядження 1975 року. Більше того, обидва перевізника зберегли власні логотипи, лівреї повітряних суден і різні коди ІАТА: «KK» для авіакомпанії TAM-Linhas Aéreas Regionais і «JJ» — для авіакомпанії «Brasil Central Linhas Aéreas». У 1988 році кількість перевезених пасажирів зросла до трьох мільйонів чоловік.
15 травня 1990 року уряд Бразилії скасував обмеження 1975 року на діяльність регіональних авіакомпаній країни, включаючи і заборона на придбання ними іноземних літаків. Відразу ж після зняття всіх обмежень «Brasil Central Linhas Aéreas» змінила власну офіційну назву на TAM (Transpores Aéreos Meridionais), при цьому лівреї всіх літаків обох регіоналів приводилися до єдиної колірної схемою компанії «TAM». У 2000 році у двох компаній залишився один код ІАТА «KK». Ця подія стала передостаннім етапом у завершенні об'єднання перевізників-партнерів, яке остаточно відбулося в тому ж році зміною офіційної назви авіакомпанії на TAM Transportes Aéreos.
Незважаючи на хороші фінансові показники діяльності авіакомпанії, було очевидно, що перевізник стає неконкурентоспроможним порівняно з іншими великими авіакомпаніями Varig і VASP, які до того часу вже експлуатували більш економічні і місткі літаки Boeing 737. TAM зробила спробу придбати свого конкурента VASP (і навіть назвала цю спробу «Революцією»), проте в кінцевому рахунку зазнала фіаско, після чого зосередила всі зусилля на поступовому оновленні власного літакового парку з придбанням нових лайнерів, назвавши цю політику «Еволюцією».
15 вересня 1989 року TAM придбала у збанкрутілої північноамериканської авіакомпанії Pan American World Airways два реактивних літака Fokker 100. Як і у випадку з Fokker F27 літаки купувалися не безпосередньо, а в кредит інвестиційним холдингом Guinness Peat Aviation, який потім передавав їх у лізинг авіакомпанії TAM. У 1991 році за тією ж схемою було придбано ще два літака Fokker 100, а через два роки повітряний флот перевізника налічував 14 лайнерів цього типу. У 1992 році авіакомпанія перевезла свого восьмимільйонного пасажира, до кінця того ж року маршрутна мережа перевізника поширювалася на 56 аеропортів Бразилії.
У 1996 році TAM придбала ще одну регіональну авіакомпанію Helisul. Наступного року компанія зробила тверде замовлення на перші великі реактивні літаки: десять аеробусів A330, чотири Airbus A319 і тридцять чотири Airbus A320. Поставка нових лайнерів почалася до кінця 1997 року і тоді ж авіакомпанія відкрила свій перший міжнародний маршрут з Сан-Паулу в Маямі.
Через два роки TAM ввела регулярні рейси в Європу, які виконувалися в паризький Міжнародний аеропорт імені Шарля де Голля в рамках код-шерінгової угоди з французької авіакомпанії Air France. У 2000 році авіакомпанія черговий раз змінила власну назву на TAM Linhas Aéreas. У 2008 році TAM Airlines перевезла 30,144 мільйонів чоловік, коефіцієнт завантаження пасажирських місць при цьому склав 71 %.
Станом на 2010 року власниками авіакомпанії TAM Airlines були сім'я Амару (46,25 %), Amaro Aviation Part (3,52 %), казначейство Бразилії (0,27 %) і міноритарні акціонери (49,96 %). Чисельність штату перевізника становила 24 тисячі співробітників.
31 березня 2014 року TAM Airlines стала 14-м повноправним членом глобального авіаційного альянсу пасажирських перевезень Oneworld.

## Маршрутна мережа
TAM Airlines має велику маршрутну мережу пасажирських авіаперевезень, що включає аеропорти Бразилії, Європи, Північної та Південної Америки. Разом з тим на міжнародних напрямки TAM додатково використовує код-шерінгові угоди з авіакомпаніями альянсу Star Alliance, LAN Airlines і PLUNA, а на внутрішніх перевезеннях — відповідний код-шерінг з авіакомпаніями NHT Linhas Aéreas, Passaredo Linhas Aéreas і TRIP Linhas Aéreas.

## Флот

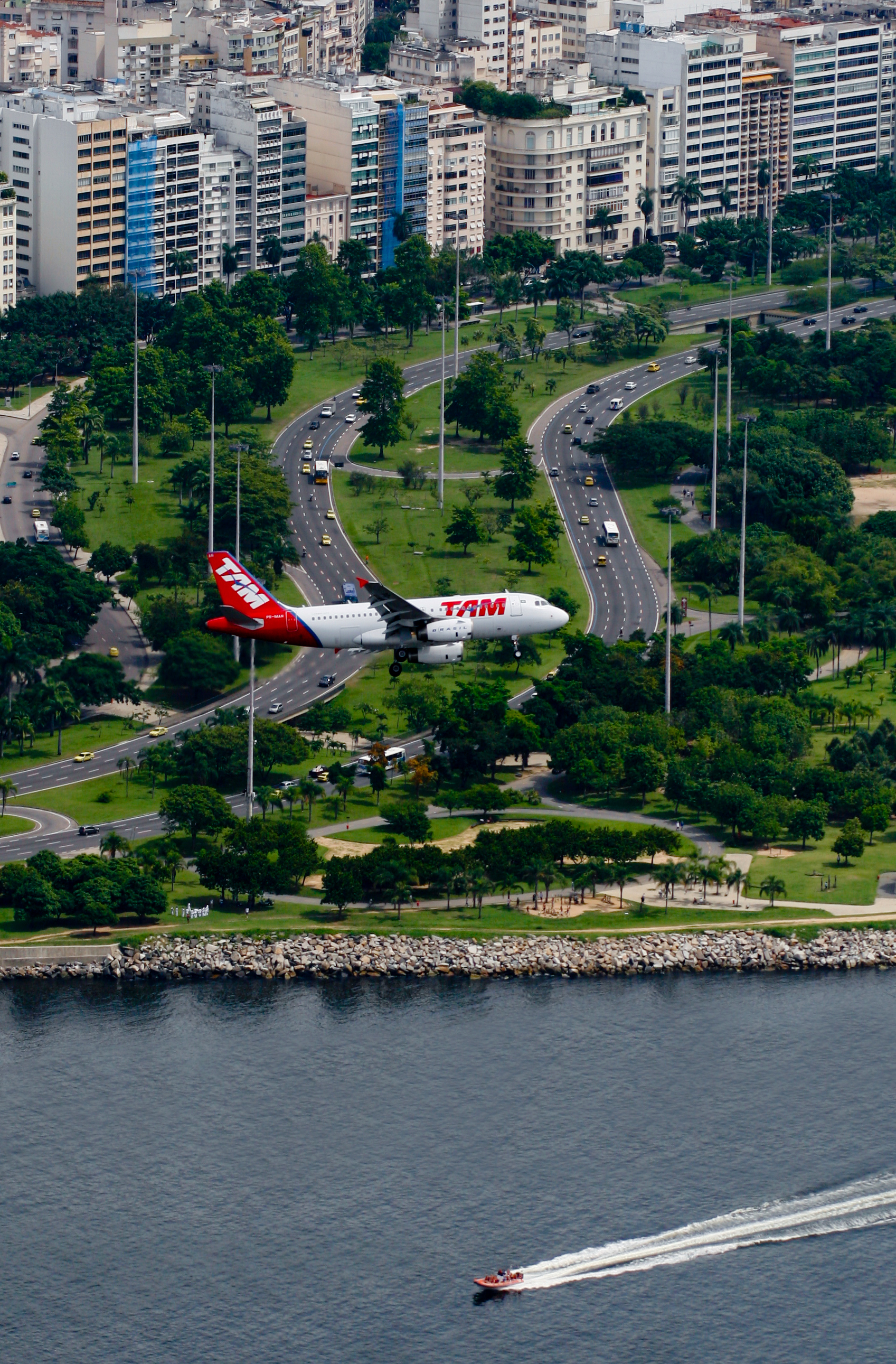
Airbus A319 авіакомпанії TAM у заході на посадку в Міжнародний аеропорт Ріо-де-Жанейро

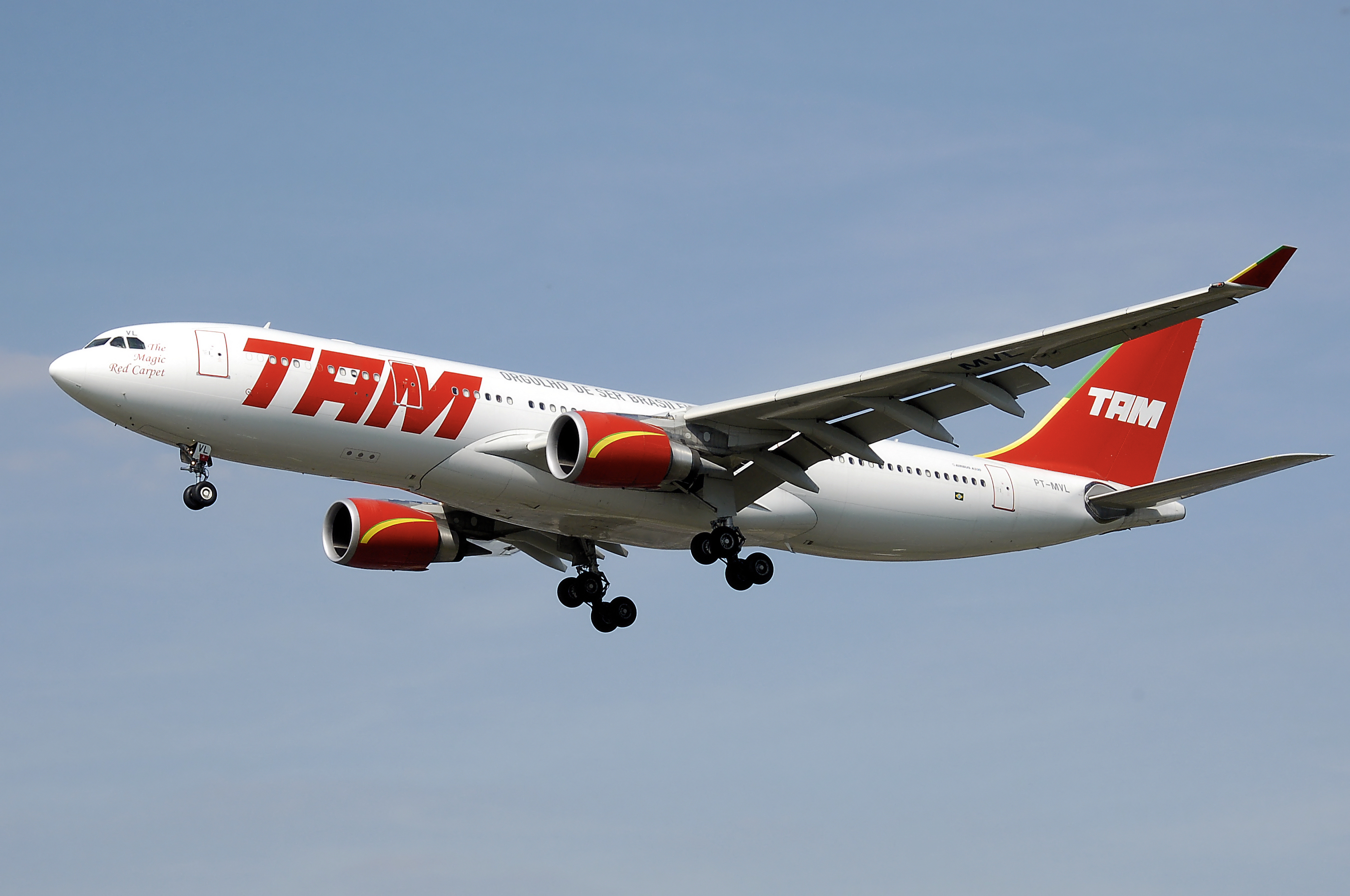
Airbus A330-200 TAM Airlines в колишній лівреї

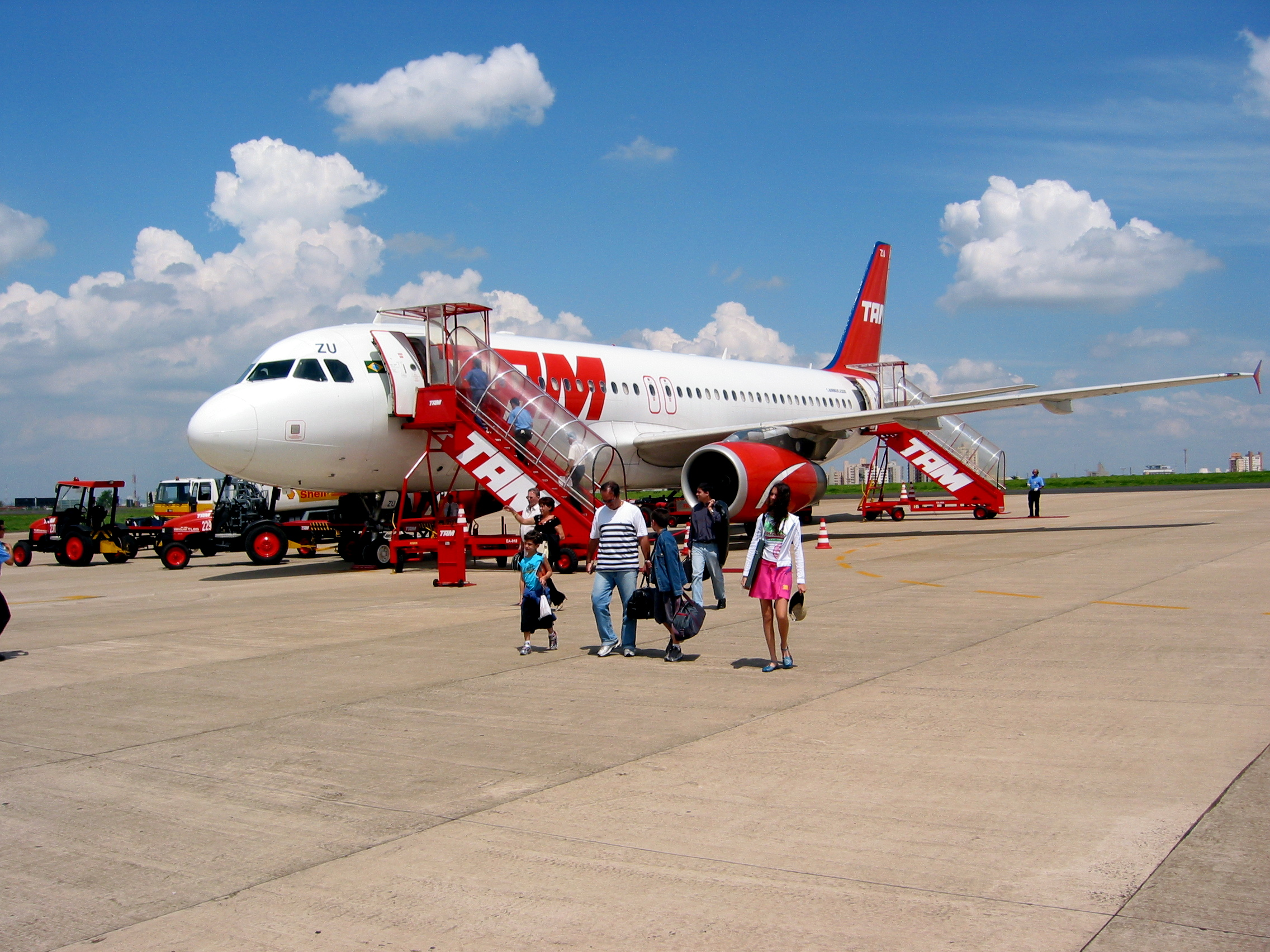
Airbus A320 TAM Airlines в колишній лівреї

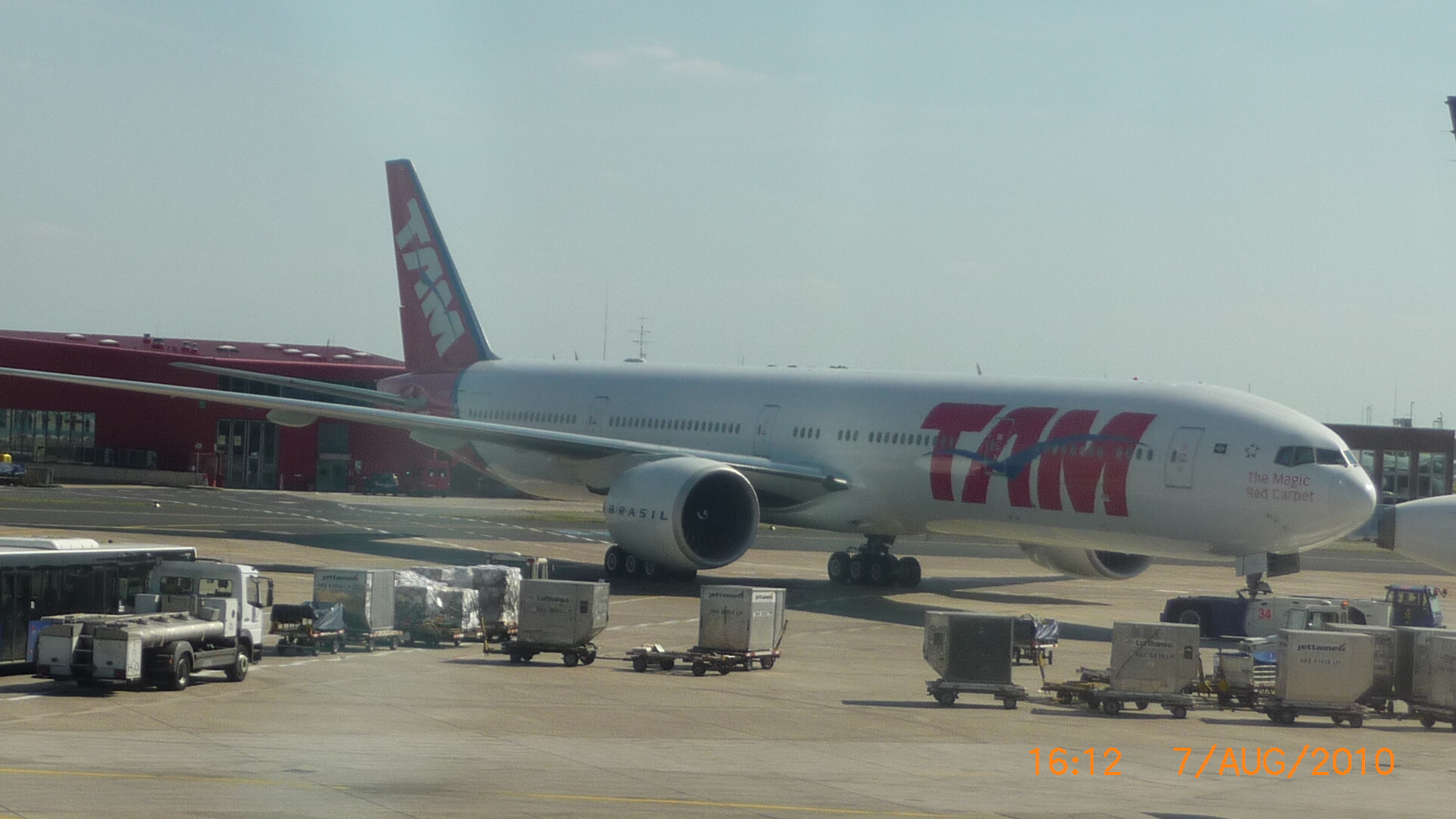
Boeing 777-300ER авіакомпанії TAM Airlines

16 червня 2005 року TAM Airlines оголосила про придбання 20 нових літаків сімейства Airbus A320 (включаючи моделі A319, A320 і A321) та розміщення опціону ще на 20 лайнерів виробництва концерну Airbus. Постачання літаків були виконані частинами в період з кінця 2007 по 2010 рік. Одночасно авіакомпанія і концерн Airbus підписали меморандум про взаєморозуміння, в рамках якого перевізник до кінця 2012 року отримає 10 лайнерів нового типу Airbus A350-900, що замінять літаки Airbus A330 компанії на маршрутах в Париж і Маямі.

Станом на серпень 2016 року повітряний флот авіакомпанії TAM Airlines становили такі літаки:

## TAM Fidelidade
В авіакомпанії TAM Airlines діє власна бонусна програма TAM Fidelidade для заохочення часто літаючих пасажирів. Накопичені в програмі бали можуть бути використані в подальшому для придбання квитків на рейси TAM Airlines, авіакомпаній альянсу Oneworld і інших перевізників — партнерів TAM.

В бонусній програмі існує кілька рівнів, кожному з яких відповідає карта певного типу і кольору:

## Партнерські по холдингові компанії
Крім авіакомпанії TAM Airlines в холдинг «TAM Group» входять наступні підрозділи:
- TAM Cargo — вантажні авіаперевезення[19];
- «Multiplus Fidelidade» — мережа обслуговування клієнтів — учасників бонусної програми «TAM Fidelidade»;
- TAM Aviação Executiva — надання послуг авіаперевезень VIP-персон;
- «TAM Viagens» і «TAM Vacations» — туристичні компанії, що працюють в Бразилії та Сполучених Штатах відповідно[20][21];
- Cine TAM — кінокомпанія в Сан-Паулу;
- TAM Museum — музей літаків, розташований у Сан-Карлосі.

## Авіаподії і нещасні випадки

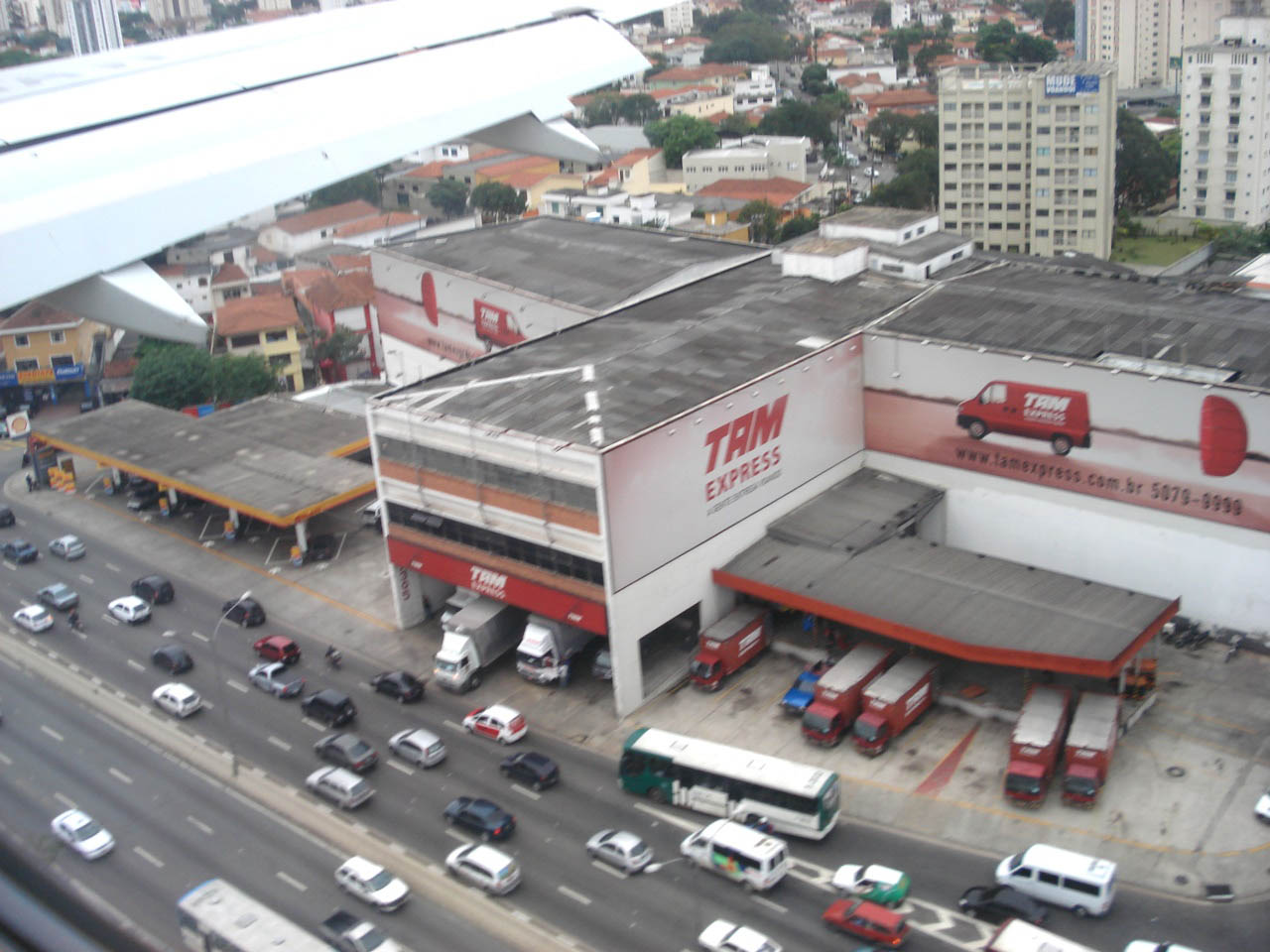
Будівля TAM Express в Аеропорту Конгоньяс/Сан-Паулу, зруйноване через кілька місяців в результаті катастрофи рейсу 3054 авіакомпанії TAM Airlines

- 8 лютого 1979 року. Літак Embraer EMB 110 Bandeirante (реєстраційний PT-SBB), що виконував рейс Аеропорт Бауру — Аеропорт Сан-Паулу-Конгоньяс, на зльоті зачепив верхівки дерев, впав на землю і загорівся. Загинули всі 18 осіб на борту (16 пасажирів та 2 члени екіпажу);
- 4 липня 1984 року. Літак Embraer EMB 110 Bandeirante (реєстраційний PP-SBC) розбився в погану погоду при підході до Macaé. Загинули 17 чоловік, що знаходилися на борту.
- 7 жовтня 1986 року. Embraer EMB 110 Bandeirante (реєстраційний PP-SBH) розбився в аеропорту Aracatuba при здійсненні другої спроби приземлення. Літак не долетів до злітно-посадкової смуги. Загинули всі сім осіб, які перебували на борту.
- 12 лютого 1990 року. Літак Fokker F27 (реєстраційний PT-LCG), що виконував рейс з Аеропорту Сан-Паулу-Конгоньяс в аеропорт Бауру, через порушення процедури заходження на посадку приземлився на виведену з експлуатації злітно-посадкову смугу аеропорту призначення завдовжки 775 метрів. Пілот не зміг вчасно відвести лайнер на друге коло, літак викотився за межі ЗПС і вдарив проїздили по автодорозі машину. В результаті інциденту загинув один член екіпажу і двоє людей, що знаходилися в автомобілі.
- 31 жовтня 1996 року. Літак Fokker 100 (реєстраційний PT-MRK), що виконував регулярний рейс 402 з Сан-Паулу в Аеропорт Сантос-Дюмон, незабаром після зльоту врізався в житловий масив поблизу аеропорту через самовільного включення реверсу тяги правого двигуна. Загинули 90 пасажирів, 6 членів екіпажу і 3 людини на землі.
- 9 липня 1997 року. На борту літака Fokker 100 (реєстраційний PT-WHK), що прямував на ешелоні з аеропорту Сан-Жозе-дус-Кампус у Сан-Паулу вибухнула бомба, закладена під кріслом в задній частині пасажирського салону. Ударна хвиля пробила 6-футову дірку у фюзеляжі. В результаті вибухової декомпресії один чоловік був витягнутий в отвір і загинув. Незважаючи на важкі пошкодження літака, пілоти зуміли здійснити аварійну посадку в аеропорту Сан-Паулу[22].
- 30 серпня 2002 року. Літак Fokker 100 (реєстраційний PT-MQH), регулярний рейс 3804 з Сан-Паулу в Кампо-Гранде. Незабаром після набору висоти виявився витік палива, що стало причиною порушення центрування літака і його сильного крену. Пілоти впоралися з проблемою крену, проте в результаті витоку зупинилися обидва двигуни лайнера, який тим не менш вдалося посадити на найближчому сільському полі. Ніхто з тих, що знаходилися на борту не постраждав.
- 17 липня 2007 року. Літак Airbus A320 (реєстраційний PR-MBK), який прямував регулярним рейсом 3054 з Міжнародного аеропорту Салгаду Филью в Сан-Паулу при посадці в дощ в аеропорту призначення викотився за межі злітно-посадкової смуги, перетнув автомобільну магістраль і врізався у вантажний склад авіакомпанії TAM. Загинуло 199 осіб, включаючи 12, що знаходилися на землі. Ця авіакатастрофа є найбільшою у Латинській Америці за кількістю жертв[23][24][25][26][27].